# Jacek Kortus
Jacek Kortus (ur. 12 lipca 1988 w Poznaniu) – polski pianista, wyróżniony na XV Międzynarodowym Konkursie Pianistycznym im. Fryderyka Chopina.
Naukę gry na fortepianie rozpoczął w wieku czterech lat. Jest absolwentem Ogólnokształcącej Szkoły Muzycznej II stopnia im. Henryka Wieniawskiego w Poznaniu w klasie fortepianu prof. Waldemara Andrzejewskiego oraz studentem Akademii Muzycznej w Poznaniu w klasie prof. Waldemara Andrzejewskiego.
Jest laureatem jedenastu krajowych i międzynarodowych konkursów pianistycznych dla dzieci i młodzieży, m.in. Międzynarodowego Konkursu Pianistycznego im. Fryderyka Chopina w Szafarni (III miejsce w 1999 roku) i Międzynarodowego Konkursu Pianistycznego „Chopin dla najmłodszych” w Antoninie (I miejsca w 2000 i 2005 roku). Jest także laureatem nagrody specjalnej na Międzynarodowym Konkursie dla Młodych Pianistów „Artur Rubinstein in memoriam” w Bydgoszczy (2004).
W Ogólnopolskim Konkursie Chopinowskim dla Kandydatów do XV Międzynarodowego Konkursu Pianistycznego im. Fryderyka Chopina w Warszawie (2005) dotarł do III etapu. We właściwym Międzynarodowym Konkursie Pianistycznym im. Fryderyka Chopina w Warszawie, jako jeden z dwóch Polaków, dostał się do finału i uzyskał wyróżnienie (2005). Jest stypendystą Fundacji Jolanty i Aleksandra Kwaśniewskich oraz Ministra Kultury.